# Абдрахманов Руслан Альбертович
Руслан Альбертович Абдрахманов (рос. Руслан Альбертович Абдрахманов; 25 грудня 1984, м. Уфа, СРСР) — російський хокеїст, нападник. Виступає за «Дизель» (Пенза) у Вищій хокейній лізі. 
Вихованець хокейної школи «Салават Юлаєв» (Уфа). Виступав за «Салават Юлаєв» (Уфа), «Торос» (Нефтекамськ), «Амур» (Хабаровськ), «Єрмак» (Ангарськ), «Супутник» (Нижній Тагіл), «Кристал» (Саратов).